# Air Rarotonga

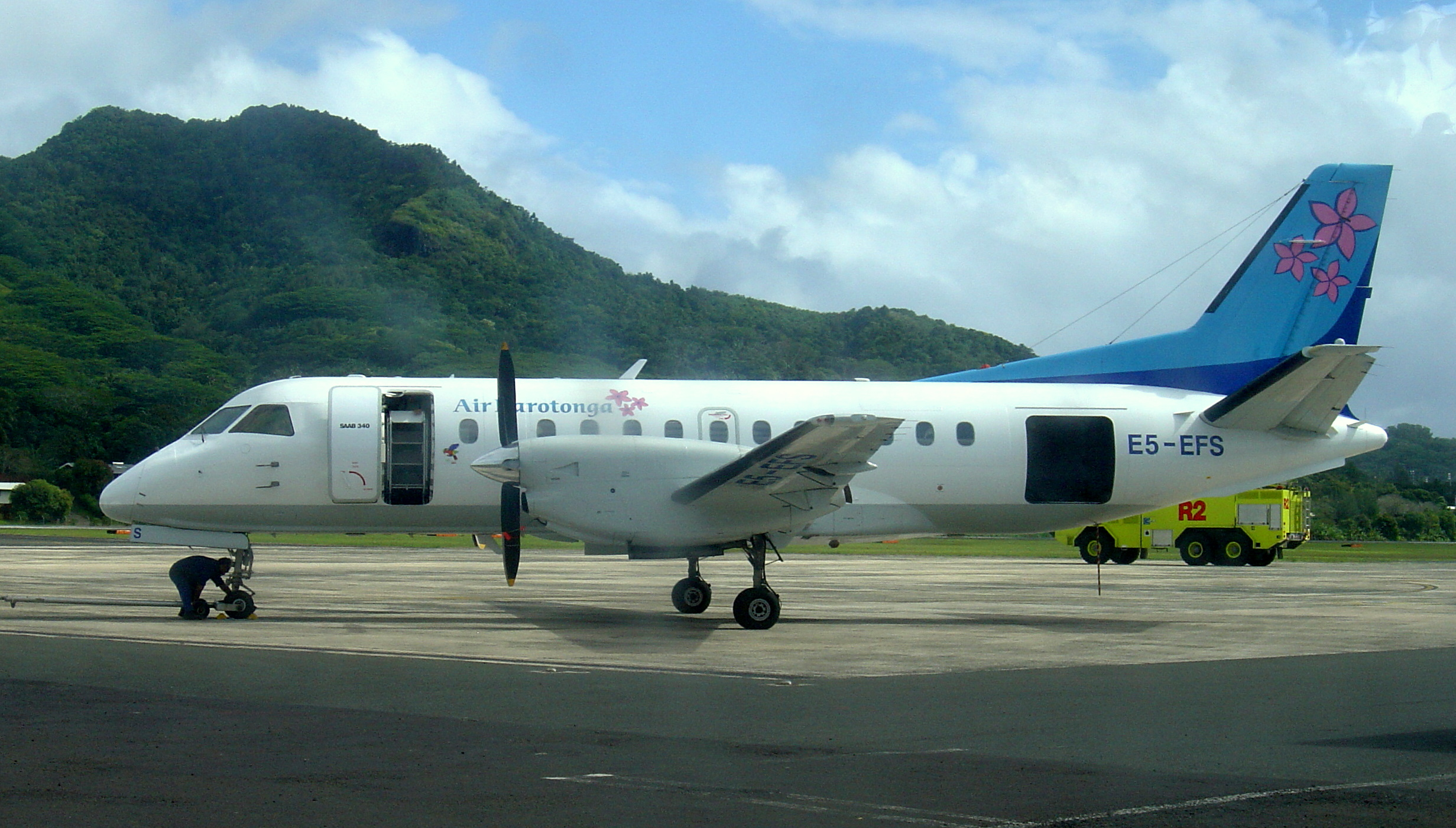
le Saab 340A d'Air Rarotonga à l'aéroport de Rarotonga

Carte des routes exploitées par Air Rarotonga

Air Rarotonga (code AITA : GZ ; code OACI : RAR) est la compagnie aérienne des îles Cook basée à Rarotonga. Elle assure des vols réguliers entre les différentes îles ainsi qu'en direction de Niue, des Samoa et de la Polynésie française. Son aéroport de rattachement est l'aéroport international de Rarotonga.

## Historique
La compagnie fut créée en février 1978 et commença à assurer des vols en juillet 1978 avec un Cessna 337. Elle est actuellement détenue par trois investisseurs privés et transporte plus de 70 000 passagers par an entre les différentes îles.

## Destinations
- Vols réguliers pour les passagers, le fret et les charters assurés entre neuf des îles Cook: Aitutaki, Atiu, Mangaia, Manihiki, Mauke, Mitiaro, Penrhyn, Pukapuka et Rarotonga; plus Papeete en Polynésie française.
- Opère les contrôles et le service au sol pour Pacific Blue et Air Tahiti.

## Flotte
La flotte d'Air Rarotonga comprend les appareils suivants (février 2008)
- 2 Embraer EMB-110P1 Bandeirante (E5-TAK, E5-FTS)
- 1 Saab 340A (E5-EFS)
- 1 Cessna 172 (E5-NTP)